# Prespaavtalet

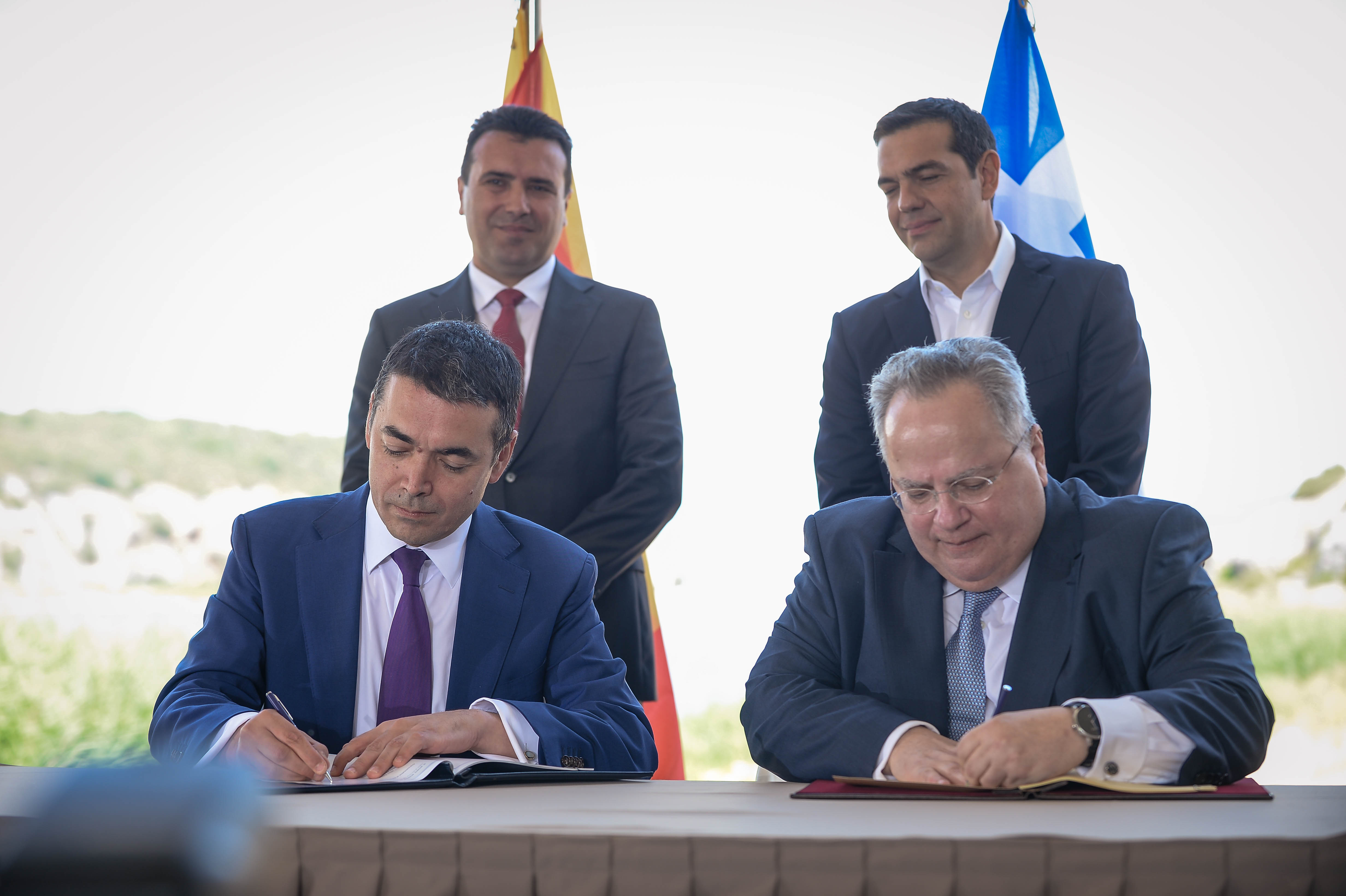
De båda ländernas utrikesministrar, Nikola Dimitrov och Nikos Kotzias, undertecknar avtalet inför premiärministrarna Zoran Zaev och Alexis Tsipras.

Prespaavtalet är ett internationellt avtal mellan Grekland och Nordmakedonien (vid avtalets undertecknande fortfarande känt som Republiken Makedonien) som reglerar lösningen på den makedonska namnkonflikten. Avtalet innebar att Makedonien bytte namn till Nordmakedonien och att Grekland erkände landet vid detta namn, bland annat genom att upphäva sitt veto mot ett makedonskt medlemskap i Nato. Avtalet har fått sitt namn efter Prespasjön där avtalet skrevs under.
Avtalet, som löser en 28 år lång konflikt, undertecknades den 12 juni 2018 av respektive lands utrikesminister under inseende av deras premiärministrar och bevittnat av FN:s särskilda sändebud för den makedonska namnkonflikten, Matthew Nimetz. Det ratificerades därefter av det makedonska parlamentet respektive det grekiska parlamentet, en process som avslutades den 25 januari 2019. I Makedonien innebar ratificeringen även en konstitutionsändring. Avtalet trädde i kraft den 12 februari 2019 efter att Grekland hade godkänt Makedoniens anslutningsprotokoll till Nato. Avtalet är rättsligt bindande för båda parter på obestämd tid och kan inte ändras eller upphävas varken unilateralt eller genom något nytt avtal.

## Bakgrund
Allt sedan Makedonien blev en självständig stat 1991 har Grekland motsatt sig landets namn med hänvisning till att Makedonien är en grekisk region tillika en del av den grekiska historien. Grekland har ansett att Makedonien har försökt göra anspråk på grekisk historia och geografi. Bland annat har Makedonien använt Alexander den stores namn på flygplatser och motorvägar.
Förhandlingar pågick till och från om att lösa namnfrågan, men det var först under 2018 som länderna enades om en lösning. Detta ledde till antaganden av Prespaavtalet.